# Costa-Gavras
Konstantinos Gavras, más conocido como Costa-Gavras (Lutra-Iraias, Atenas; 12 de febrero de 1933), es un director de cine franco-griego.
Cada película que dirige le sirve para hacer patente su compromiso político. En su primera época se dedicó al thriller político y el drama sentimental, mientras que en los últimos años se dedica más a la ficción social.

## Biografía
Cuando deja Atenas para ir a París, se licencia en literatura. Posteriormente entra en el Instituto Cinematográfico de Estudios Superiores (IDHEC) y trabaja como ayudante de Henri Verneuil, Jacques Demy y René Clément.
La película Le Jour et l'heure, de René Clément, en la que trabaja de ayudante, le permite conocer a Simone Signoret e Yves Montand, con los que trabará una amistad duradera. Tras leer el libro Los raíles de la muerte de Sébastien Japrisot, escribió el guion y consiguió interesar al productor Julien Derode. La película tuvo un gran éxito en Francia e incluso en los Estados Unidos, en donde recibió unas buenas críticas.
Tras una estancia en Grecia, conoce el libro de Vassilis Vassilikos, Z, en el que se reconstruye el asesinato organizado por la policía de un líder izquierdista, y el intento de disfrazarlo de accidente. En cuanto vuelve a Francia, escribe el guion en colaboración con Jorge Semprún. Al no encontrar financiación, habla con Jacques Perrin, al que conocía de la película Los raíles de la muerte. Aprovechando esta ocasión, Jacques Perrin crea su propia productora para montar la película y utilizar sus contactos, en especial, los que tenía en Argelia. Allí rodarán. Jean-Louis Trintignant aceptó trabajar con una baja remuneración, y lo mismo hizo Yves Montand. La película tuvo un enorme éxito en todo el mundo, con el público aplaudiendo al final de las representaciones; obtuvo el "premio del Jurado" en el Festival de Cannes, los Óscar a la mejor película extranjera y al mejor montaje.
Tras el montaje de "Z", una Nochebuena, Claude Lanzmann le habla de Lise y Artur London que había sido viceministro de Asuntos exteriores de Checoslovaquia y era uno de los tres fugados de los procesos que se habían llevado a cabo en Praga en 1952 (Juicio de Slánský, también conocido por Slánský trial). Muchos intelectuales de su generación se habían visto fascinados por el comunismo. También Yves Montand se une al proyecto de La confesión (L'Aveu), y tras el éxito de "Z" consigue dinero para llevar a cabo su proyecto. 
"La Confesión" se estrenó después de "Z", y en un momento bastante maniqueo: fue acusado primero de atacar a la derecha y luego a la izquierda, cuando lo único que hacía era denunciar los totalitarismos. Algunos nunca le perdonaron haber levantado el telón que cubría el estalinismo y en ciertos círculos culturales fue considerado un apestado. La película tuvo un gran éxito y se convirtió en auténtico fenómeno político y cultural que marcó una época.
De 1973 es una de sus mejores películas, Estado de sitio. Tres años después fue jurado del Festival de Cannes de 1976.
La película Clair de femme (1979) está basada en una novela de Romain Gary, quién opinó que por primera vez estaba satisfecho con la adaptación a la pantalla de una de sus obras. Costa-Gavras se sintió fascinado por esta historia. A Dustin Hoffman le pareció una de las historias de amor más hermosas que hubiera conocido y, durante el rodaje de Mad City, le sugirió la idea de hacer un remake.
El guion de la película Desaparecido (1982) está basado en el libro de Thomas Hauser La ejecución de Charles Horman, basado a su vez en una historia real. La película cuenta la historia de la desaparición de un joven periodista estadounidense durante el golpe de Estado de 11 de septiembre de 1973 de las fuerzas armadas contra el gobierno de Salvador Allende en Chile. La película levantó una gran polémica en Estados Unidos, puesto que pone de manifiesto la actuación de los agentes del gobierno estadounidense y la responsabilidad de la CIA en ese golpe de Estado. La extrema derecha de Estados Unidos exigió que ese comunista europeo no trabajara en el país. Sin embargo, la película consiguió la Palma de Oro y el Premio a la mejor interpretación masculina para Jack Lemmon en el Festival de Cannes de 1982, y el Óscar al mejor guion. Las universidades estadounidenses siguen estudiando esta película como una de las importantes.
Algunos de sus proyectos no los realizó, como es, por ejemplo, la idea de llevar al cine la novela del argelino Boualem Sansal El juramento de los bárbaros, para la cual Jorge Semprún trabajó en su guion. En 2019 anuncia su apoyo al Partido Comunista Francés para las elecciones europeas.

## El cine de denuncia social y política de Costa-Gavras

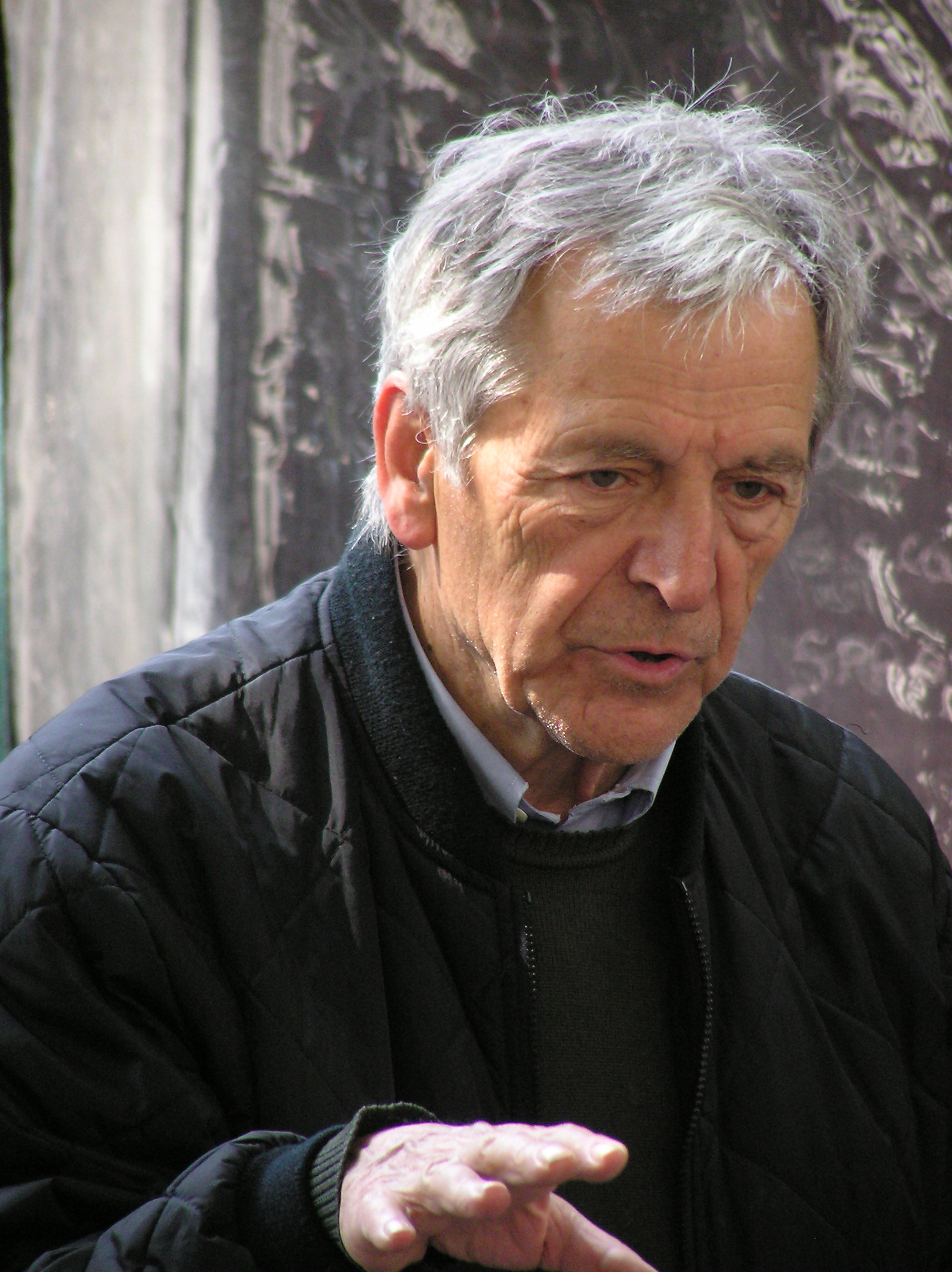
Costa Gavras, durante la filmación, en París, de la película Eden al Oeste, 22 de abril de 2008

Costa-Gavras es uno de los pocos autores (junto con Gillo Pontecorvo, Ken Loach, Oliver Stone, Miguel Littin, Héctor Olivera y pocos más) que cultiva un cine de tema crítico y sociopolítico. Missing (Desaparecido) trataba de la complicidad de Estados Unidos en el golpe de Augusto Pinochet. En Estado de sitio denuncia la connivencia de la CIA con la Dictadura cívico-militar en Uruguay (1973 - 1985); en La confesión trata sin tapujos las torturas del estalinismo; en Sección especial, el colaboracionismo del gobierno de Vichy con los invasores nazis; en La caja de música de los criminales de guerra aún ocultos. Esto le valió no pocas críticas y polémicas: fue acusado de antisemita por Hanna K y de desagradecido cuando en la película norteamericana El sendero de la traición descubrió el fascismo latente en el profundo sur de Estados Unidos. Denunció las buenas relaciones que hubo entre la Santa Sede y Hitler en Amén, las angustias de los emigrantes en Edén al Oeste y de los parados en Arcadia y la voracidad de los banqueros en El capital. En definitiva, en palabras del crítico Diego Galán, "su cine compone una crónica política de las principales páginas de la segunda mitad del siglo pasado… y que aún continúa reflejando el presente". La semana del cine de Valladolid en 2003 y el festival Lumière de Lyon en 2015 dedicaron a este director amplias retrospectivas.

## Premios y reconocimientos
Premios Óscar
| Año  | Categoría                          | Película | Resultado |
| ---- | ---------------------------------- | -------- | --------- |
| 1969 | Mejor director                     | Z        | Nominado  |
| 1969 | Mejor argumento y guion adaptado   | Z        | Nominado  |
| 1969 | Mejor película de habla no inglesa | Z        | Ganador   |
| 1983 | Mejor guion adaptado               | Missing  | Ganador   |

Festival Internacional de Cine de Cannes
| Año  | Categoría              | Película         | Resultado |
| ---- | ---------------------- | ---------------- | --------- |
| 1969 | Gran Premio del Jurado | Z                | Ganador   |
| 1973 | Mejor dirección        | Sección Especial | Ganador   |
| 1982 | Palma de Oro           | Desaparecido     | Ganador   |

Festival Internacional de Cine de San Sebastián
| Año  | Categoría                                                                    | Película           | Resultado |
| ---- | ---------------------------------------------------------------------------- | ------------------ | --------- |
| 2012 | Premio de la Asociación de Donantes de Sangre de Guipúzcoa, a la Solidaridad | El capital         | Ganador   |
| 2019 | Premio Donostia                                                              | A Puertas Cerradas | Ganador   |

- Por Desaparecido en 1982:
- Oso de oro en el Festival Internacional de Cine de Berlín por La caja de música en 1989.

- Por Amen. (2002):
  - César al mejor guion original o adaptación en 2003.
- Orden de las Artes y las Letras de España en 2011.[11]

## Filmografía

### Como ayudante de dirección
- Le Jour et l'heure de René Clément con Simone Signoret e Yves Montand.
- Les Félins de René Clément.

### Como director
- 1958: Les Rates, con Guy Mairesse, Paniaras y Jean Patrick. (Cortometraje)
- 1965: Los raíles del crimen, con Simone Signoret e Yves Montand
- 1967: Sobra un hombre, con Charles Vanel y Bruno Cremer
- 1969: Z, con Yves Montand y Jean-Louis Trintignant
- 1971: La confesión, con Yves Montand y Simone Signoret
- 1972: Estado de sitio, con Yves Montand y Renato Salvatori
- 1975: Sección especial, con Michael Lonsdale y Louis Seigner
- 1979: Una mujer singular, con Romy Schneider e Yves Montand
- 1982: Desaparecido, con Jack Lemmon y Sissy Spacek
- 1983: Hanna K., con Jill Clayburgh y Jean Yanne
- 1985: Consejo de familia, con Fanny Ardant y Remi Martin
- 1988: El sendero de la traición, con Debra Winger y Tom Berenger
- 1989: La caja de música, con Jessica Lange y Armin Mueller-Stahl
- 1991: Para Kim Song-Man, con MC Solaar, Sai Sai
- 1991: Contra el olvido, codirigido con Chantal Akerman, René Allio

- 1993: Un pequeño apocalipsis con Pierre Arditi, André Dussollier
- 1995: Lumière y compañía, codirigido con Lasse Hallström, Abbas Kiarostami
- 1995: À propos de Nice, la suite, codirigido con Catherine Breillat

- 1997: Mad City, con Dustin Hoffman y John Travolta
- 2001: Amen, con Ulrich Tukur y Mathieu Kassovitz
- 2004: Arcadia, con José Garcia
- 2009: Edén al Oeste, con Riccardo Scamarcio
- 2012: El capital, con Gabriel Byrne
- 2019: A Puertas Cerradas, con Christos Loulis y Valeria Golino
- 2024: El último suspiro, con Denis Podalydès y Kad Merad